# Powiat de Nowy Targ
Le powiat de Nowy Targ (en polonais : powiat nowotarski) est un powiat appartenant à la voïvodie de Petite-Pologne dans le sud de la Pologne.

## Division administrative
Le powiat de Nowy Targ comprend quatorze communes :
- une commune urbaine : Nowy Targ ;
- trois communes urbaines-rurales : Czarny Dunajec, Rabka-Zdrój et Szczawnica ;
- dix communes rurales : Czorsztyn, Jabłonka, Krościenko nad Dunajcem, Lipnica Wielka, Łapsze Niżne, Nowy Targ, Ochotnica Dolna, Raba Wyżna, Spytkowice et Szaflary.